# 第49回先進国首脳会議
第49回先進国首脳会議（だい49かいせんしんこくしゅのうかいぎ、英語: 49th G7 summit）は、2023年5月19日から5月21日に日本の広島県広島市のグランドプリンスホテル広島で開催された先進国首脳会議（G7）。通称：G7広島サミット。

## G7首脳
イギリス首相リシ・スナクとイタリア首相ジョルジャ・メローニは、G7サミット初参加。

### 参加国・首脳
| メンバー           | メンバー                                         | 首脳 | 首脳                                                | 称号                  |
| ------------------ | ------------------------------------------------ | ---- | --------------------------------------------------- | --------------------- |
| 日本の旗           | 日本（議長国）                                   |      | 岸田文雄                                            | 内閣総理大臣          |
| イタリアの旗       | イタリア                                         |      | ジョルジャ・メローニ                                | 首相 (閣僚評議会議長) |
| カナダの旗         | カナダ                                           |      | ジャスティン・トルドー                              | 首相                  |
| フランスの旗       | フランス                                         |      | エマニュエル・マクロン                              | 共和国大統領          |
| アメリカ合衆国の旗 | 米国                                             |      | ジョー・バイデン                                    | 大統領                |
| イギリスの旗       | 英国                                             |      | リシ・スナク                                        | 首相                  |
| ドイツの旗         | ドイツ                                           |      | オラフ・ショルツ                                    | 連邦首相              |
| 欧州連合の旗       | EU                                               |      | シャルル・ミシェル                                  | 欧州理事会議長        |
| 欧州連合の旗       | EU                                               |      | ウルズラ・フォン・デア・ライエン                    | 欧州委員会委員長      |
| 招待国             |                                                  |      |                                                     |                       |
| 招待国             | 招待国                                           | 首脳 | 首脳                                                | 称号                  |
| オーストラリアの旗 | 豪州                                             |      | アンソニー・アルバニージー                          | 首相                  |
| ブラジルの旗       | ブラジル                                         |      | ルイス・イナシオ・ルーラ・ダ・シルヴァ              | 大統領                |
| コモロの旗         | コモロ （アフリカ連合（AU）議長国）              |      | アザリ・アスマニ                                    | 大統領                |
| クック諸島の旗     | クック諸島 （太平洋諸島フォーラム（PIF）議長国） |      | マーク・ブラウン                                    | 首相                  |
| インドの旗         | インド （G20議長国）                             |      | ナレンドラ・モディ                                  | 首相                  |
| インドネシアの旗   | インドネシア （ASEAN議長国）                     |      | ジョコ・ウィドド                                    | 大統領                |
| 大韓民国の旗       | 韓国                                             |      | 尹錫悦                                              | 大統領                |
| ベトナムの旗       | ベトナム                                         |      | ファム・ミン・チン                                  | 首相                  |
| 招待国際機関       |                                                  |      |                                                     |                       |
| 招待国際機関       | 招待国際機関                                     | 首脳 | 首脳                                                | 称号                  |
| 国際連合の旗       | 国連                                             |      | アントニオ・グテーレス                              | 事務総長              |
|                    | 国際エネルギー機関（IEA）                        |      | ファティ・ビロル                                    | 事務局長              |
| 国際連合の旗       | 国際通貨基金（IMF）                              |      | クリスタリナ・ゲオルギエヴァ                        | 専務理事              |
|                    | 経済協力開発機構（OECD）                         |      | マティアス・コーマン                                | 事務総長              |
|                    | 世界銀行                                         |      | デイビッド・マルパス                                | 総裁                  |
|                    | 世界貿易機関（WTO）                              |      | ンゴジ・オコンジョ・イウェアラ                      | 事務局長              |
| 世界保健機関の旗   | 世界保健機関（WHO）                              |      | テドロス・アダノム・ゲブレイェソス (オンライン参加) | 事務局長              |
| ゲスト国           |                                                  |      |                                                     |                       |
| ゲスト国           | ゲスト国                                         | 首脳 | 首脳                                                | 称号                  |
| ウクライナの旗     | ウクライナ                                       |      | ウォロディミル・ゼレンスキー                        | 大統領                |

### 出席を巡って
2023年3月20日、岸田は記者団の取材に対して、G7にインド（出席を表明）、韓国、インドネシア、オーストラリア、クック諸島、コモロ、ブラジル、ベトナムの8ヶ国の他に、国連、国際原子力機関、国際通貨基金、経済協力開発機構、世界銀行、世界保健機関、世界貿易機関など7つの国際機関のトップを招待することを発表した。
2023年3月21日、岸田がウクライナを訪問し、同国大統領のウォロディミル・ゼレンスキーと会談した際にG7広島サミットに招待し、ゼレンスキーの参加が決定した。なお、ゼレンスキーは当初オンラインでの参加を予定していたが、後に訪日した上で対面にてサミットに参加することが日本政府から正式に発表された。
2023年5月10日、アメリカ合衆国大統領のジョー・バイデンは連邦政府の債務上限引き上げを巡って、野党共和党との協議が難航していることから、訪日を取り止めて、オンラインでの参加も示唆していたが、サミットに予定通り出席することを後に発表した。なお、この影響でサミットの後に行く予定だったオーストラリアとパプアニューギニアへの訪問を取り止めたため、オーストラリアで行う予定だった日米豪印戦略対話（クアッド）の首脳会合を急遽広島市内で同月20日に開催した。

## 開催地選考
名古屋市（愛知県）、広島市（広島県）、福岡市（福岡県）の3都市がサミット開催候補地に立候補していたが、岸田は2022年5月23日、自身の選挙区でもある地元広島市を開催地に選定したと発表した。

## おもな動き

### 5月19日
10時30分ごろ、平和記念公園においてG7議長の岸田文雄と夫人の裕子が各国の首脳らを出迎え、開幕。平和記念資料館（原爆資料館）を訪れ、岸田が展示内容を説明する形式で約40分間の視察が行われた。資料館では芳名帳への記帳が行われ、その後原爆死没者慰霊碑に移動し献花が行われた。
13時45分ごろから会場のグランドプリンスホテル広島（以下、会場）においてセッション1（ワーキング・ランチ）「分断と対立ではなく協調の国際社会へ/世界経済」を開催。続けて15時45分ごろよりセッション2「ウクライナ」が開催された。その後厳島神社を訪れ、18時55分より岩惣においてセッション3（ワーキング・ディナー）「外交・安全保障」が開催された。

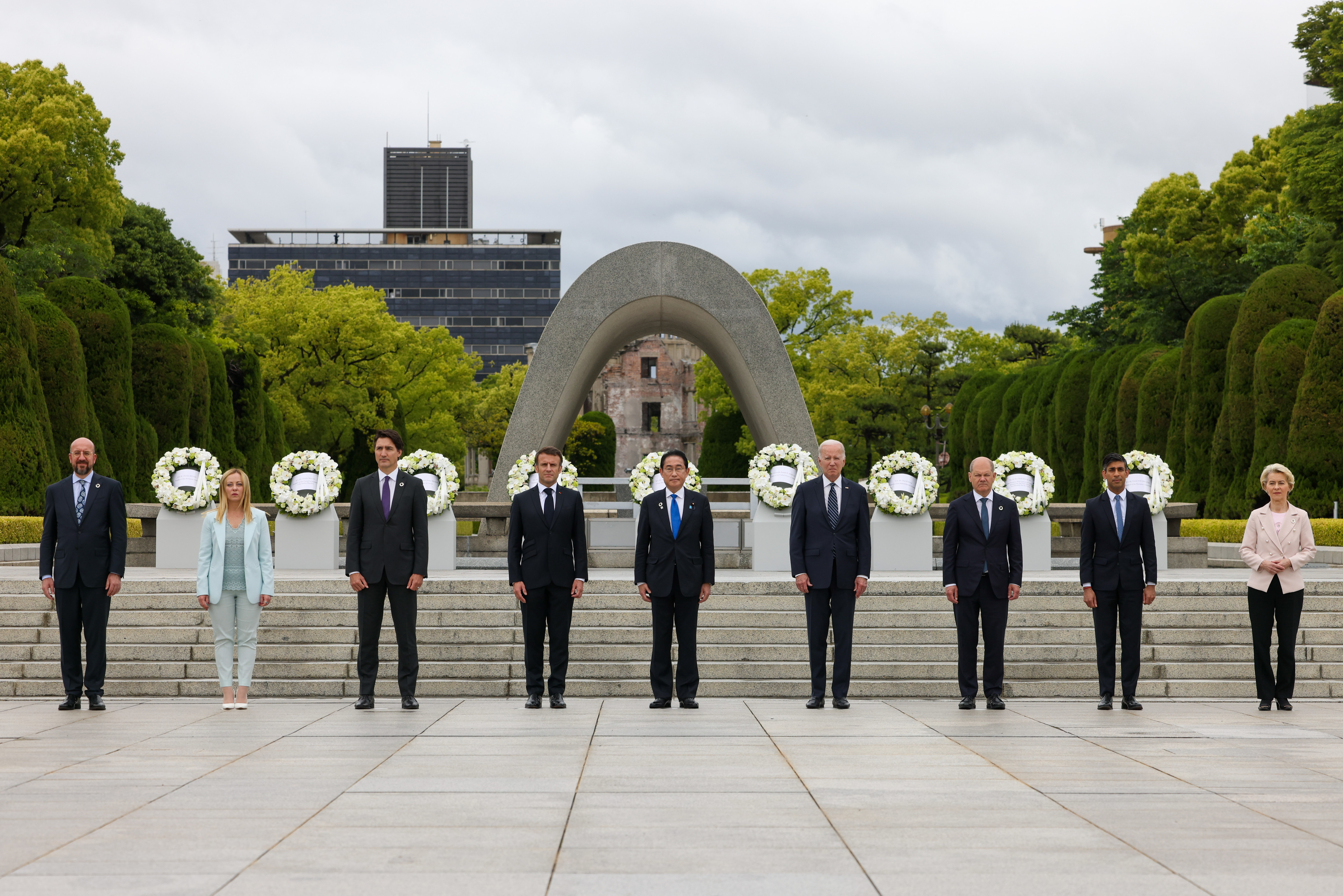
原爆死没者慰霊碑
- 平和記念公園での献花
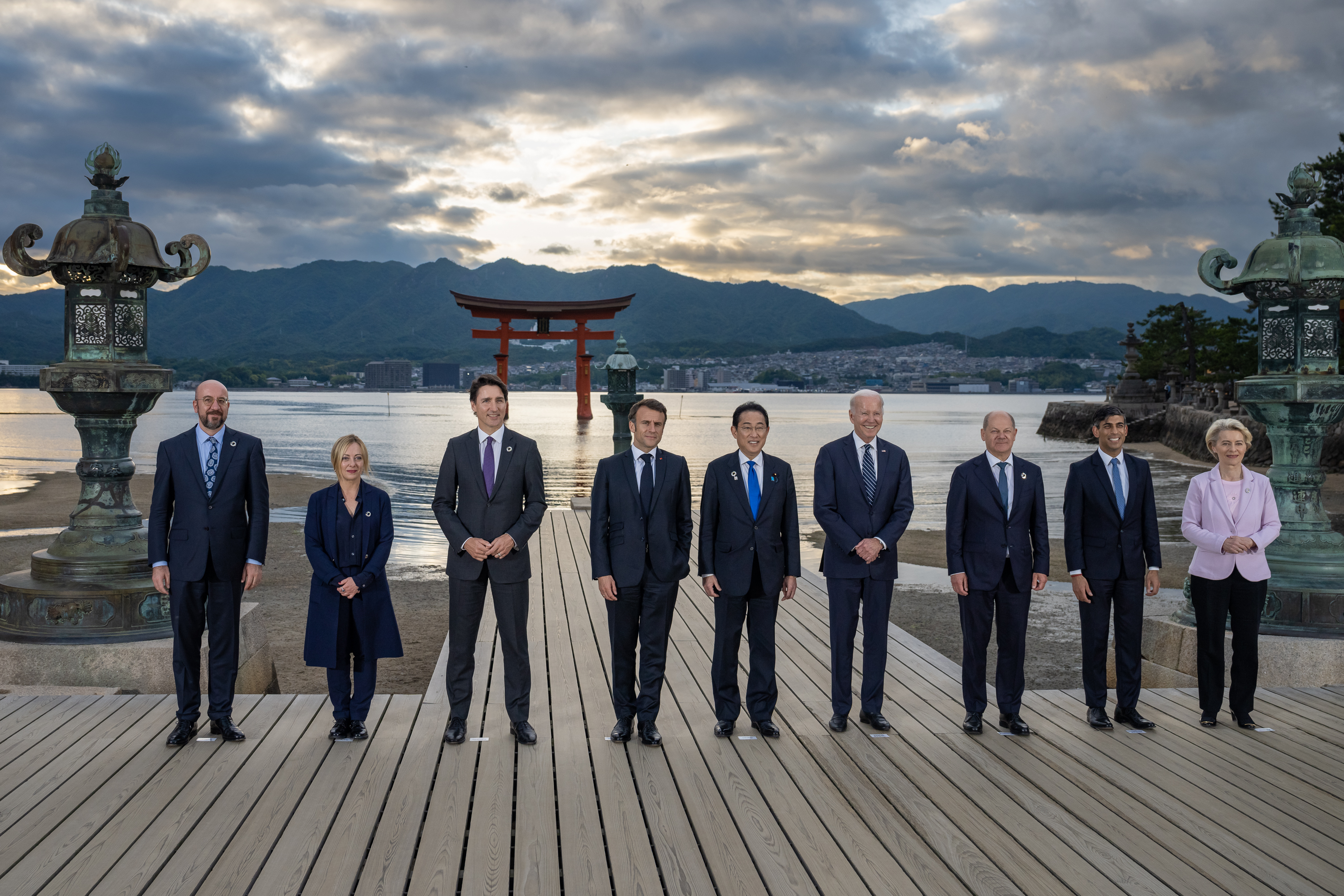
厳島神社
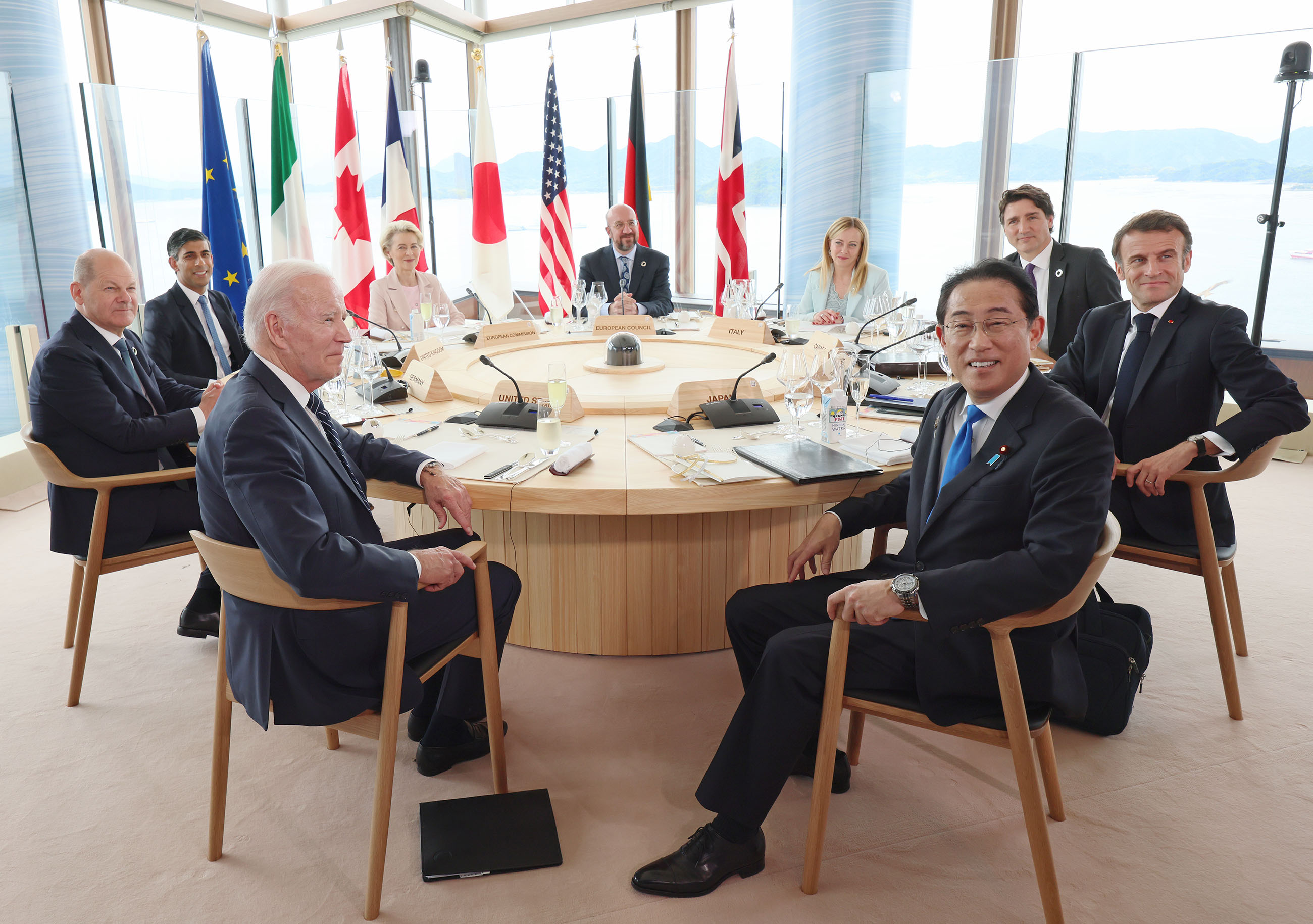
セッション1（グランドプリンスホテル広島）
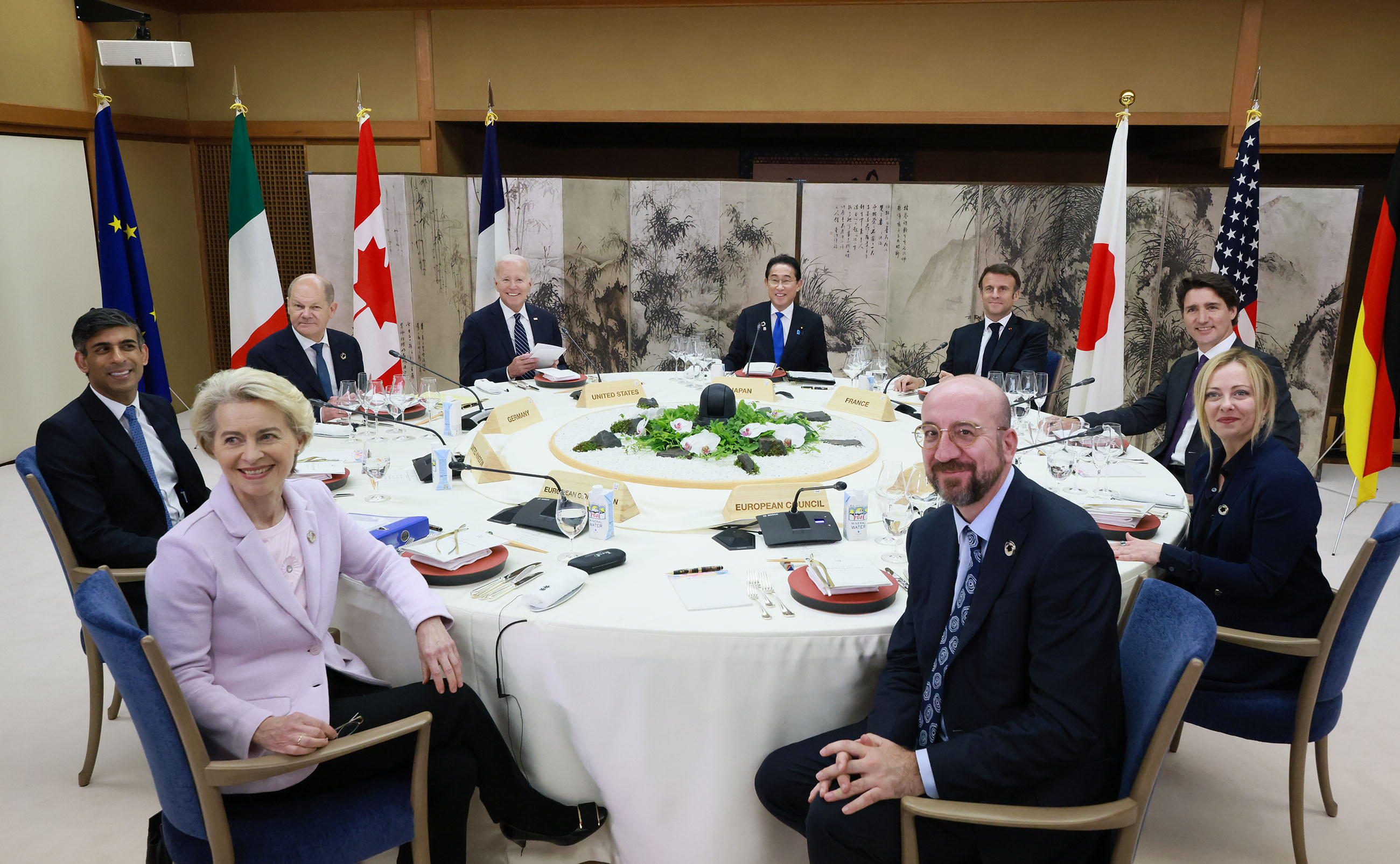
厳島神社訪問とセッション3（ワーキング・ディナー）
- セッション3（岩惣）

### 5月20日
10時10分より、セッション4「パートナーとの関与の強化（グローバル・サウス、G20）」を会場にて開催。11時51分、G7の首脳らが会場付近の海を背景に集合写真を撮影した後、続けて12時10分よりセッション5「経済的強靱性・経済安全保障」が開催された。
14時33分、会場において、岸田文雄・裕子による招待国・機関の代表とその配偶者の出迎えが始まる。15時20分、セッション6「複合的危機への連携した対応」を会場にて開催。このセッションは、G7参加メンバーに加えて招待国・機関の代表も出席して行われた。セッション後、G7の首脳らと参加国・機関の各代表による集合写真の撮影が行われ、続けて18時45分からセッション7「持続可能な世界に向けた共通の努力」が開催された。
15時30分ごろ、ウクライナ大統領のウォロディミル・ゼレンスキーが広島空港に到着。
20時43分、会場にて日米豪印戦略対話の会合が開催された。
日本政府は、今回のサミットの成果をまとめた首脳声明について、当初英語版のみ発表した。最終日より前に公表する異例の措置だった。

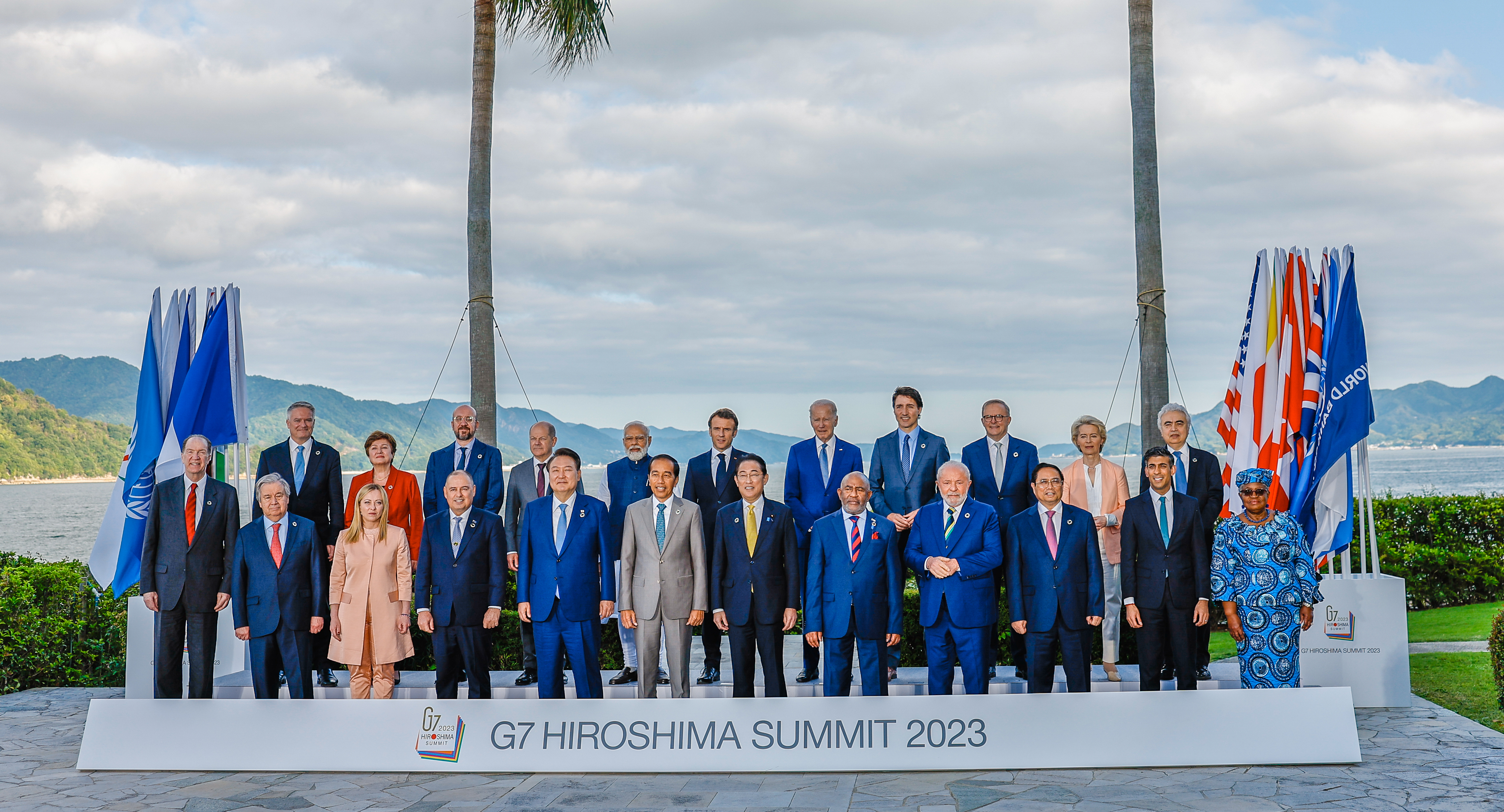
セッション6及び集合写真撮影の様子
- セッション6の後の集合写真（グランドプリンスホテル広島）
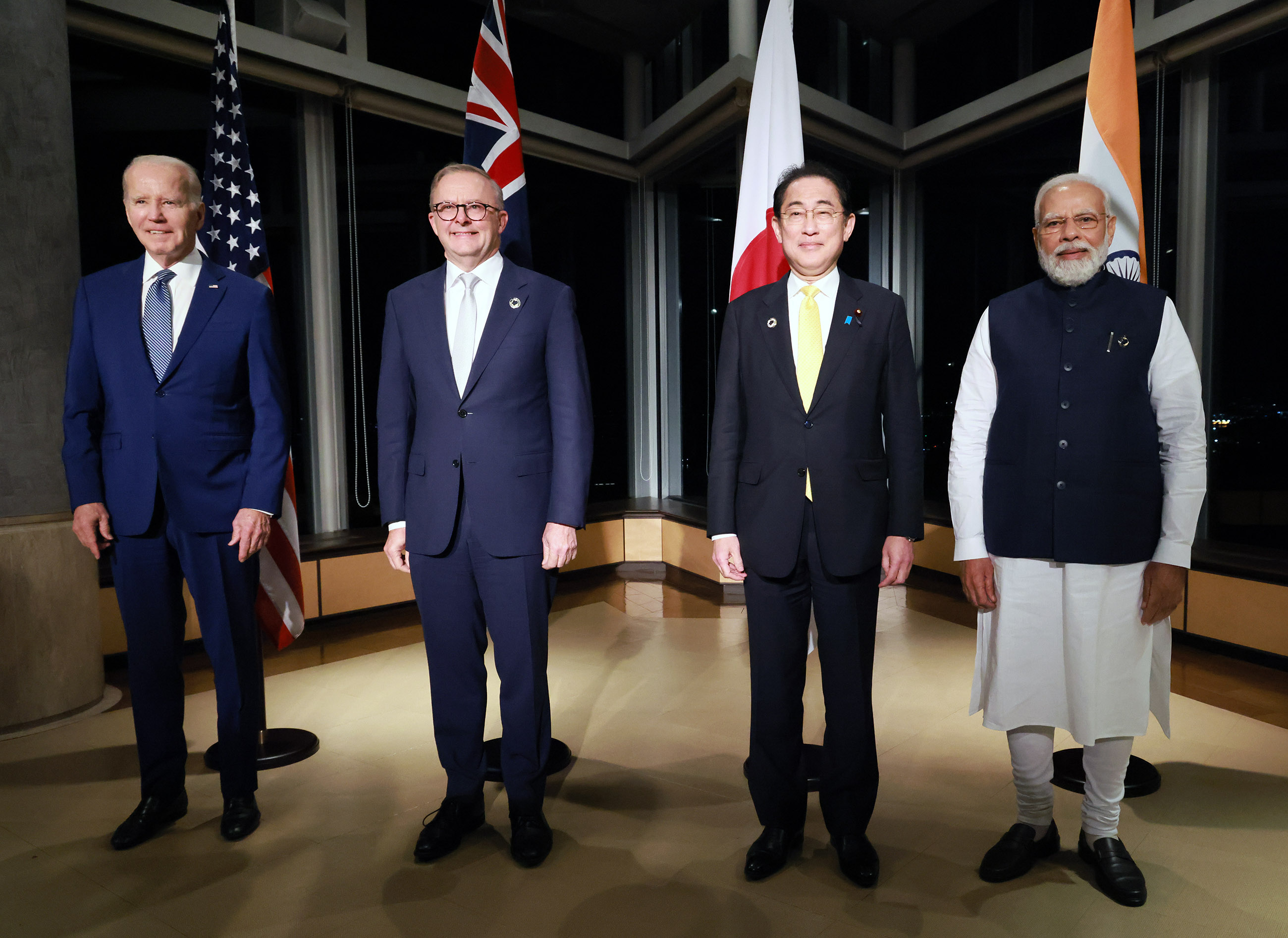
日米豪印首脳会合

### 5月21日
21日未明、メローニが自国の洪水災害に対応するため、早期帰国。以後はジャンルイジ・ベネデッティ駐日イタリア大使が代理して会議出席、記念写真撮影に臨んだ。

7時30分頃、韓国大統領の尹錫悦が平和記念公園に到着。歴史上初めて日韓首脳が揃って韓国人原爆犠牲者慰霊碑に献花を行い、その後8時頃には日韓首脳会談が開催された。
9時前、岸田と招待国首相が原爆資料館を視察。30分後の9時30分頃、岸田と招待国首脳が原爆慰霊碑に献花。
10時40分頃、ゼレンスキーとG7各国首脳が写真撮影し、セッション8が始まる。議題はウクライナ問題。12時頃、セッション9が始める。議題は「平和で安定し、繁栄した世界に向けて」。13時40分頃、日米韓首脳会談が開催。
13時50分頃、閉会セッションが始まり、G7が閉幕。
17時20分頃、ゼレンスキーが原爆資料館を視察。40分後の18時頃、岸田と共に原爆慰霊碑に献花し、写真撮影を行う。

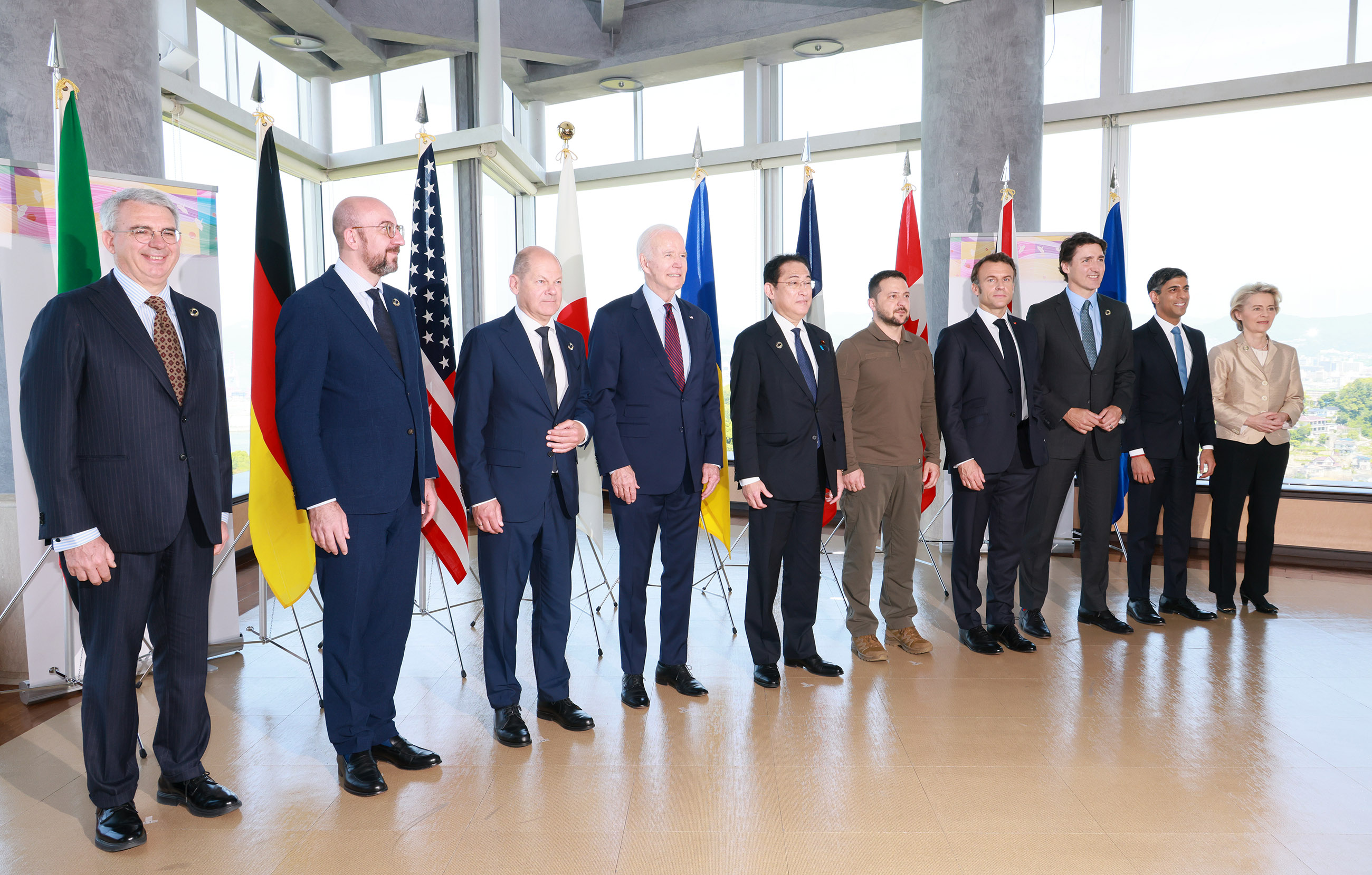
セッション8の集合写真（グランドプリンスホテル広島）

## 関係閣僚会合
5月の首脳会議に合わせ、以下の日程でG7関係閣僚会合が開催される。

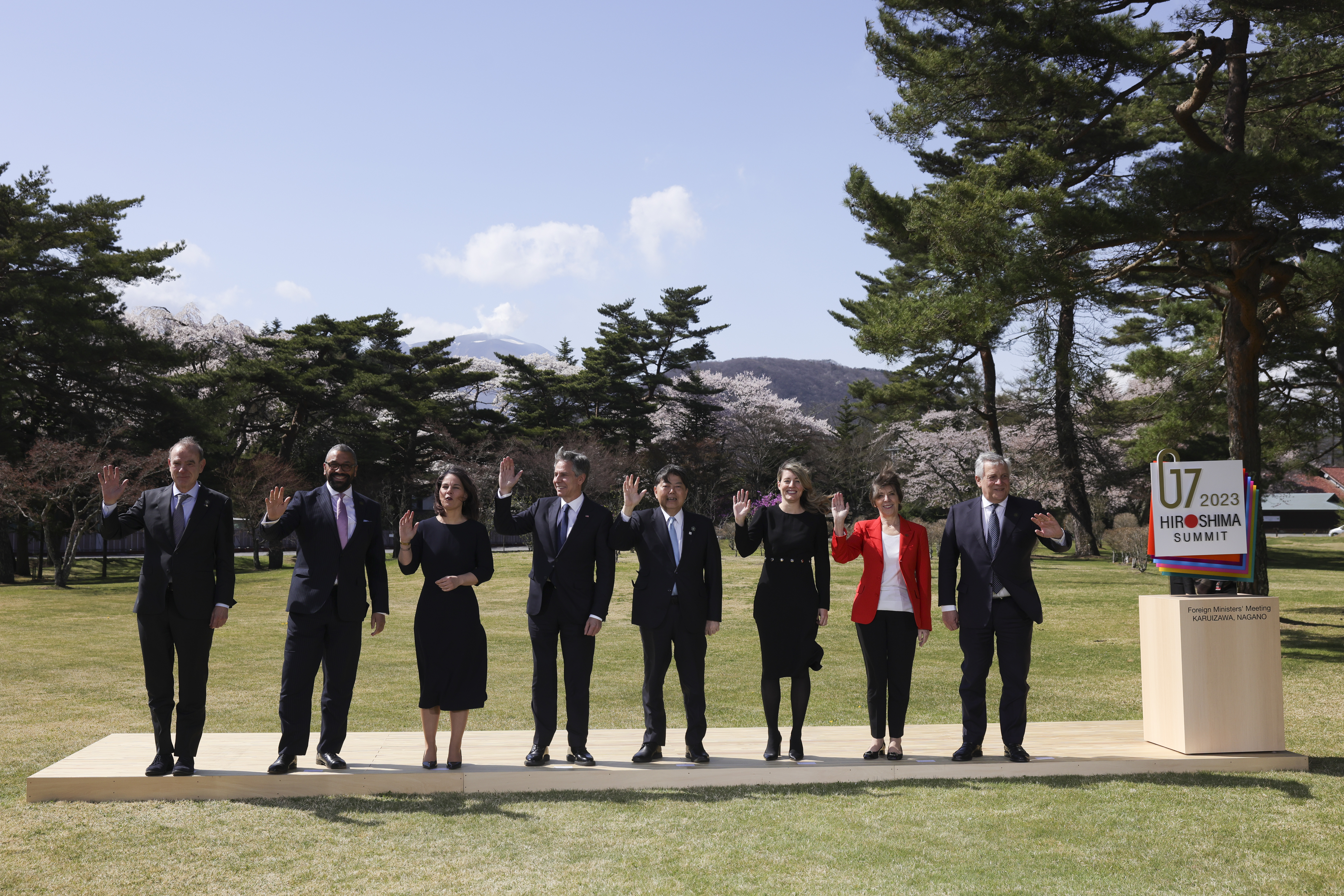
外務大臣会合

| 会合名                             | 開催日程        | 開催地                    | 会場                                       | 日本の 関係省庁              |
| ---------------------------------- | --------------- | ------------------------- | ------------------------------------------ | ---------------------------- |
| 科学技術大臣会合                   | 05月12日 - 14日 | 宮城県仙台市              | ホテル佐勘                                 | 内閣府                       |
| 男女共同参画・女性活躍担当大臣会合 | 06月24日 - 25日 | 栃木県日光市              | ザ・リッツ・カールトン日光                 | 内閣府                       |
| 内務・安全担当大臣会合             | 12月08日 - 10日 | 茨城県水戸市              | 水戸市民会館                               | 警察庁                       |
| デジタル・技術大臣会合             | 04月29日 - 30日 | 群馬県高崎市              | Gメッセ群馬                                | デジタル庁 総務省 経済産業省 |
| 外務大臣会合                       | 04月16日 - 18日 | 長野県軽井沢町            | 軽井沢プリンスホテル                       | 外務省                       |
| 貿易大臣会合                       | 10月28日 - 29日 | 大阪府堺市                |                                            | 外務省 経済産業省            |
| 財務大臣・中央銀行総裁会議         | 05月11日 - 13日 | 新潟県新潟市              | 朱鷺メッセ                                 | 財務省                       |
| 教育大臣会合                       | 05月12日 - 15日 | 富山県富山市 石川県金沢市 | 富山国際会議場 ANAクラウンプラザホテル金沢 | 文部科学省                   |
| 保健大臣会合                       | 05月13日 - 14日 | 長崎県長崎市              | 出島メッセ長崎                             | 厚生労働省                   |
| 労働雇用大臣会合                   | 04月22日 - 23日 | 岡山県倉敷市              | 倉敷アイビースクエア                       | 厚生労働省                   |
| 農業大臣会合                       | 04月22日 - 23日 | 宮崎県宮崎市              | シーガイアコンベンションセンター           | 農林水産省                   |
| 気候・エネルギー・環境大臣会合     | 04月15日 - 16日 | 北海道札幌市              | 札幌プリンスホテル                         | 経済産業省 環境省            |
| 交通大臣会合                       | 06月16日 - 18日 | 三重県志摩市              | 志摩観光ホテル                             | 国土交通省                   |
| 都市大臣会合                       | 07月07日 - 09日 | 香川県高松市              | かがわ国際会議場                           | 国土交通省                   |
| 司法大臣会合                       | 07月07日        | 東京都                    | ホテルニューオータニ                       | 法務省                       |

- 外務大臣会合

## 警備態勢
革労協主流派・中核派など国内の極左暴力集団が「広島サミット粉砕」を主張し、反対運動を展開していた。これに対し4月の段階で警視庁公安部が革労協主流派の非公然活動家の摘発に乗り出し関係先数カ所を家宅捜索するなど、警察当局は警戒を強めた。また、4月15日に岸田総理が演説の直前に爆発物を投げ込まれた事件を受け、警察庁は警備態勢を拡充し警察庁長官をトップとする警備対策室を設置し、警戒レベルを最高に引き上げて警備に当たることとなった。
5月18日から22日までの5日間、高速道路や広島市内の一般道路で交通規制が行われた。路線バスや路面電車（広島電鉄）も一部路線で運行禁止、運行された路線でも大幅に減便されるなど、市民の移動に大きな制限がかかった。また、規制が始まる前に市民がスーパーでまとめ買いする様子が確認され、18日からは「識別証」を持つ住民などを除き、宮島への入島が規制された。
警察庁関係者によると、19日までに外務省から警察庁に対し、ゼレンスキーが来日する可能性があることが内々に伝えられたことを受けて、警察庁と広島県警は警備計画の変更について水面下での検討を開始した。ゼレンスキーの動向は国際的にも機微に触れる情報であることから、情報漏洩を防ぐために警察庁や広島県警のごく限られた幹部らで共有するにとどめた上で、日本政府が20日午前に訪日を正式発表した時点で、本格的に警備態勢の準備を進めた。ゼレンスキーの車列には特殊急襲部隊（SAT）が投入されたほか、14台の車列には襲撃に対処できる警護車が加わり、上空からも警察ヘリが警戒する態勢を敷いた。
海上保安庁は100隻近い巡視船艇を投入して、サミット会場周辺の海上警備を行った。このほか、地上から操縦を行う大型の無人航空機「シーガーディアン」を使い、会場周辺海域の警備を上空から行った。
各首脳が乗車する首脳移送用車両は、ホスト国である日本と、本国から専用車両を持ち込む米国を除き、BMW日本法人から提供されたBMW・7シリーズが使用された。

## 抗議行動
21日、サミットに反対するデモが広島市内で行われた。サミットを「核戦争会議」などと主張する極左暴力集団によるものだったが、機動隊が参加者を地面に強く押さえつけるなどする映像が撮影された。また、その際男性1名が公務執行妨害の現行犯で逮捕された。一方、警察とデモ隊の衝突に無関係の通行人が巻き込まれても双方が無視していたことへの疑問の声も報じられた。